# Unfabulous
Unfabulous (Brasil: Normal Demais / Portugal: Unfabulous) é uma série estadunidense, exibida no Brasil e em Portugal pelo canal Nickelodeon e protagonizado por Emma Roberts como Addie Singer.
O programa conta a vida de Addie Singer, uma garota adolescente que está no ginásio e por meio de músicas conta a história do seu dia-a-dia. Addie Singer é representada por Emma Roberts, sobrinha da atriz Julia Roberts e filha do ator Eric Roberts.
Addie faz letras de músicas que refletem seus pensamentos e sentimentos, suas conquistas e decepções nessa fase tão conturbada que é a passagem da infância para a adolescência. Ela não almeja coisas refinadas, na verdade ela só quer passar de ano. Addie não deseja ser famosa, tudo que ela quer é que Jake Behari saiba seu nome.
Cada episódio da série começa com algum incidente constrangedor para Addie. Em seguida, a história volta atrás no tempo para explicar como ela foi parar naquela situação embaraçosa.
Foi exibida até o fim do bloco Nick at Nite em 2015.

## Elenco

### Elenco Principal
| Atriz           | Personagem           |
| --------------- | -------------------- |
| Emma Roberts    | Addie Singer         |
| Malese Jow      | Geena Fabiano        |
| Jordan Calloway | Zach Carter-Schwartz |
| Tadhg Kelly     | Ben Singer           |
| Emma Degerstedt | Maris                |
| Chelsea Tavares | Cranberry            |
| Molly Hagan     | Sue Singer           |
| Markus Flanagan | Jeff Singer          |

### Elenco Co-Principal Não Creditados
| Atriz            | Personagem          |
| ---------------- | ------------------- |
| Mildred Dumas    | Diretora Brandywine |
| Carter Jenkins   | Eli Pataki          |
| Mary Lou         | Mary Ferry          |
| Dustin Ingram    | Duane Oglivy        |
| Raja Fenske      | Jake Behari         |
| Stephen Lunsford | Chad                |
| Evan Palmer      | Randy Klein         |
| Maiara Walsh     | Girl Cousin         |
| Sarah Hester     | Jen                 |

### E ainda
| Atriz            | Personagem |
| ---------------- | ---------- |
| Miranda Cosgrove | Cosmina    |
| Ashton Kutcher   | Ele Mesmo  |

## Personagens

### Addie Singer
Addie Singer é uma garota adolescente que está no ginásio e por meio de músicas conta a história do seu dia-a-dia. Addie faz letras de músicas que refletem seus pensamentos e sentimentos, suas conquistas e decepções. Ela não aspira ao estrelato porque, no momento, tudo que importa é conseguir passar pelo ginásio sem ser humilhada pelo pessoal da escola e tentar conseguir a atenção do garoto dos seus sonhos, Jake.

### Geena Fabiano
Geena é a melhor amiga da Addie só Deus sabe há quanto tempo. Ela usa roupas extravagantes e curtas, e vive de castigo por causa disso. Estava sempre dando em cima de algum rapaz, mas, depois de ter uma má experiência, fica o tempo todo ajudando Addie com seus relacionamentos e acaba sozinha. Geena Fabiano adora atuar.

### Zach Carter-Schwartz
Zach é o melhor amigo de Addie e Geena. Ele joga na equipe de basquetebol da escola e está sempre com algum novo projeto em prol do meio-ambiente, como usar roupas de tecidos estranhos e andar descalço. Na terceira temporada ele e Geena ficam muito próximos, o que causa certas “impressões” para os outros.

### Ben Singer
Ben é o irmão mais velho de Addie. Estudou na mesma escola que ela, mas já se formou e agora trabalha numa lanchonete chamada “Juice”. Todos gostam dele, tanto que todos conhecem Addie como a “irmãzinha do Ben”. Ele fazia parte de todas as equipes e só tirava boas notas. Agora leva a vida trabalhando e namorando.

### Sue Singer
A mãe de Addie, Sue, é uma terapeuta consciente do momento pelo qual passa sua filha mais nova. Ela é serena e tem a habilidade de pensar antes de falar, o que lhe permite usar a formação em psicologia com sua família.

### Jeff Singer
O pai de Addie, Jeff, é dono de uma loja de artigos esportivos. Ele também é um historiador especializado em vice-presidentes. David é mais emotivo que Sue e, no momento, passa por uma crise porque Addie está crescendo e já é quase uma moça.

## Personagens secundários

### Jake Behari
Jake gosta de Addie em todas as temporadas, mas esconde isso dela. Addie só gostava de Jake na primeira temporada, mas desistiu dele quando, sem querer, Jake escutou uma música a qual a letra era uma declaração de amor de Addie, e disse para ela que não podia ficar com ela pois era namorado de Patt. No episódio "O Lago Negro" eles se beijam na festa de Halloween, com Addie achando que é Randy, pois tanto Randy quanto Jake estavam usando uma fantasia de Darth Vader. No episódio "O Último dia da 7ª série", Addie quer contar para Jake o amor que sente por ele, escrevendo uma mensagem no anuário escolar dele, mas, na hora H ela perde a coragem e não escreve. Mas ela tem uma surpresa: no anuário dela, tinha uma mensagem de declaração de amor feita por Jake, contando que foi ele quem a beijou na festa de Halloween. Addie fica triste por ter perdido a chance de ficar com o amor da vida dela e resolve ir falar com Jake. Quando chega na casa dele, ela descobre que Jake foi passar três meses no Canadá tentar esquecê-la. No final da série, Jake e Addie ficam juntos para sempre.

### Mary Ferry
É a nerd da escola de Addie. É muito segura consigo mesma, tira ótimas notas e é boa em tudo.

### Duane Oglivy
É o nerd da escola de Addie. Namorado de Mary Ferry.

### Randy Klein
Nas primeiras temporadas, Addie gosta dele e fica namorada dele por alguns episódios, mas no episódio "Golf de Homem", eles terminam por causa do ciúme excessivo de Addie.

### Jen
É uma garçonete estagiária da lanchonete Juice, onde Ben trabalha. Eles se odeiam mas, ao longo do tempo, percebem e se amam e ficam juntos.

### Patt
Ex-namorada de Jake, juntamente com Marris e Cranberrie ela é a vilã da série.

## Episódios
| Temporada | Temporada | Episódios especiais             | Episódios | Exibição original      | Exibição original      |
| Temporada | Temporada | Episódios especiais             | Episódios | Estreia de temporada   | Final de temporada     |
| --------- | --------- | ------------------------------- | --------- | ---------------------- | ---------------------- |
|           | 1         | -                               | 13        | 12 de setembro de 2004 | 06 de março de 2005    |
|           | 2         | "Momento Perfeito"              | 15        | 10 de setembro de 2005 | 16 de abril de 2006    |
|           | 3         | "A Melhor Viagem da Minha Vida" | 13        | 10 de agosto de 2007   | 16 de dezembro de 2007 |

## Filmes
A série têm dois filmes:

### Momento Perfeito
Feito no final da 2ª Temporada, em duas partes, conta a história de quando Addie descobre pela manicure de Geena que Jake está prestes a se casar com a antiga namorada dele, Patt, em Chinatown. Addie, Geena, Zach e Ben vão até lá com os seguintes objetivos: Addie, impedir o casamento de Jake, Geena, arranjar um namorado, Zach, salvar uma lagosta de ser fritada em um restaurante francês, e Ben, espionar Jen com seu novo namorado. No casamento, Patt vê Addie procurando Jake e, pega o celular do mesmo e põe no lixo para evitar ligações de Addie. Depois, Addie descobre que na verdade era o casamento de uma parente de Jake, e ele e Patt eram só convidados. No fim, Jake termina com Patt para ficar com Addie.

### A Melhor Viagem da Minha Vida
Feito no final da 3ª Temporada, em duas partes, o filme é o desfecho da série. Para a viagem da 8ª série Addie planeja um cruzeiro, onde Zach planeja dizer a Gina que a ama. Enquanto isso, Cranberry e plano de quadrilha para destruir nova popularidade Addie encontrada por Addie dando a fita de vídeo de quebra de Zach baixo da estação da Estrada de Rocky TV sobre seu amor por Gina. Uma vez que Addie vê essa fita ela planeja mantê-los separados para salvar sua amizade. Jake passa seu tempo no cruzeiro tentando manter planos de Addie para manter Zach e Gina além de tornar-se realidade. No segundo dia do cruzeiro uma tempestade reúne obrigando os alunos no salão de baile que esperar que a verdade vem à tona e um novo amigo é feita. A tempestade está montado para fora eo cruzeiro é sobre com Addie mais popular e Zach e Gina data.

## Classificação Etária
Quando passava no programa da Nickelodeon, Nickers, era classificado como Livre, mas ao ir para a Nick at Nite, ficou para 10 anos, por conta do horário (1h30 da manhã).

## Cenários

### Residência dos Singer
- Onde Addie, Ben, Sue e Jeff moram.
- Recebem frequentes visitas de Geena e Zach.

### Juice
É a lanchonete onde Ben trabalha. Todos se encontram lá.

### Escola
- Onde Addie, Zach, Geena, Marris, Cranberrie, Patt, Randy, Mary Ferry, Dwane e Jake estudam.

## Merchandise

### DVDs
Os DVDs da série foram lançados apenas nos EUA.

### Videogame
Foi lançado um jogo do videogame Game Boy Advance baseado na série.

### CD
Foi lançado uma trilha sonora cantada por Emma Roberts, chamado Unfabulous and More. Porém Emma só canta uma música da trilha sonora a música "This is Me".